# 工藤崇 (作曲家)
工藤 崇（くどう たかし、1952年10月27日 - 2003年7月31日）は、日本の作曲家。
楽曲提供のほか、アニメ・特撮ドラマの主題歌の作曲などを数多く手掛けている。

## 主な提供作品（作曲）
- Wink
「真夏のトレモロ」
作詞：及川眠子　編曲：門倉聡
「背徳のシナリオ」
作詞：及川眠子　編曲：門倉聡
「摩天楼ミュージアム」
作詞：及川眠子　編曲：門倉聡
「スカーレットの約束」
作詞：及川眠子　編曲：門倉聡
「冬幻想」 ※アルバム『Nocturne 〜夜想曲〜』収録曲
作詞：芹沢類　編曲：門倉聡
- 佐野量子
「ウェザーリポート」 ※アルバム『Wind & Window』収録曲
作詞：佐野量子　編曲：岩本正樹
「ブランケットの約束」 ※アルバム『Wind & Window』収録曲
作詞：佐野量子　編曲：岩本正樹
- 鈴木早智子
「TRANSFER」 ※アルバム『Mode』収録曲
作詞: 及川眠子　編曲: 門倉聡
- 髙橋真梨子
「ノスタルジアagain」 ※アルバム『FANTASIA』収録曲
作詞：髙橋真梨子　編曲：川口淳一　
「Summer Moon」 ※アルバム『Sweet Journey』収録曲
作詞：髙橋真梨子　編曲：林有三　
「息もできないキスをして」 ※アルバム『VERSE』収録曲
作詞：工藤哲雄　編曲：久米大作　
「Sweet Pageから相棒へ」 ※アルバム『Couplet』収録曲
作詞：髙橋真梨子　編曲：十川知司　
「そして愛は」 ※アルバム『Couplet』収録曲
作詞：髙橋真梨子　編曲：林有三　
「愚かなマドンナ」 ※アルバム『PURE CONNECTION』収録曲
作詞：髙橋真梨子　編曲：十川知司　
「家へ帰ろう」 ※アルバム『RIPPLE』収録曲
作詞：髙橋真梨子　編曲：林有三
- ビビアン・チョウ（周慧敏）
「あなたは幻の街」 ※アルバム『成長』収録曲
作詞：古倩敏
- えびな少年少女合唱団
「ま・た・ね〜See You Again〜」
作詞：瀬戸口清文・工藤崇　編曲：松波千映子

## 特撮テレビドラマ
- 古怒田健志
「プラス・アップ!」
テレビ朝日系列の特撮テレビドラマ『特救指令ソルブレイン』挿入歌
作詞：秋谷銀四郎　編曲：大堀薫

## テレビアニメ関連
- a・chi-a・chi（アチアチ）
「ハートの呪文」
アニメビデオ『魔神英雄伝ワタル 〜終わりなき時の物語〜』イメージ・ソング
作詞：暮醐遊、編曲：加藤みちあき
「Angel」 ※アルバム『RONDO』収録曲
作詞：暮醐遊、編曲：加藤みちあき
- FURIL
「21世紀のジュリエット」
富田祐弘原作のテレビ東京系テレビアニメ『愛天使伝説ウエディングピーチ』のエンディングテーマ
作詞：織田ゆり子、編曲：岩本正樹
- 麻生かほ里 
「笑顔を忘れない」
テレビ東京系テレビアニメ『ナースエンジェルりりかSOS』エンディングテーマ
作詞：有森聡美、編曲：岩本正樹
- 天野由梨
「秒速ミラクル」
アニメビデオ『アイドル防衛隊ハミングバード』イメージソング
作詞：森ユキ、編曲：吉俣良
- 石原慎一
「オン・シュラ・ソワカ」
テレビ東京系テレビアニメ『天空戦記シュラト』テーマ
作詞：水谷啓二、編曲：工藤隆
- 井上喜久子
「時季(とき)の国のアリス」
アニメビデオ『アイドルプロジェクト』の主題歌
作詞：佐藤ありす、編曲：PROJECT M
「センシティヴ・ドリーム」
ゲームアーツのRPG『LUNAR SONGSII〜甦る大地の記憶』より
作詞：溝口功、作曲：岩垂徳行
- 岩男潤子
「NO NO BOY」
アニメビデオ『GOLDEN BOY さすらいのお勉強野郎』テーマ曲
作詞：大和朗、編曲：山本はるきち
- 江川達也・鶴ひろみ
「紙と電気」
アニメビデオ『GOLDEN BOY さすらいのお勉強野郎』テーマ曲
作詞：北久保弘之、編曲：山本はるきち
- 奥井雅美
「REINCARNATION」
OVA『宇宙の騎士テッカマンブレードII』オープニングテーマ
作詞：有森聡美、編曲：矢吹俊郎
「Live alone 千年たっても」
OVA『宇宙の騎士テッカマンブレードII』エンディングテーマ
作詞：有森聡美、編曲：矢吹俊郎
「It's DESTINY-やっと巡り会えた-」
OVA『宇宙の騎士テッカマンブレードII』エンディングテーマ
作詞：有森聡美、編曲：矢吹俊郎
「両手いっぱいの夢」
OVA『宇宙の騎士テッカマンブレードII』イメージテーマ
作詞：有森聡美、編曲：奥井雅美
- かないみか・こおろぎさとみ・金丸日向子
「人魚のため息」
アニメビデオ『アイドルプロジェクト』の主題歌
作詞：佐藤ありす、編曲：神津裕之
- 草尾毅・久川綾・増田裕生
「カモン！ヘポイ」
テレビ東京系テレビアニメ『RPG伝説ヘポイ』オープニングテーマ
作詞：広井王子、編曲：松井忠重
- 椎名へきる
「T.R.Y!!」※アルバム『Respiration』収録曲
作詞：久和カノン、編曲：岩崎琢
「Best Partner」※アルバム『Respiration』収録曲
作詞：椎名へきる、編曲：安藤夏
「シャラララ」※アルバム『No Make Girl』収録曲
作詞：岡崎誉史、編曲：たつのすけ
「シャボンのBIKINI」
『アイドル防衛隊ハミングバード』イメージソング
作詞：石川華子、編曲：佐々木真里
- 清水咲斗子
「砂塵の迷図」
テレビ東京系テレビアニメ『天空戦記シュラト』前期エンディングテーマ
作詞：水谷啓二、編曲：山本健司
「キャラバン(友情)」
テレビ東京系テレビアニメ『天空戦記シュラト』テーマ
作詞：水谷啓二、編曲：渡辺博也
「Get Your Dream」
テレビ東京系テレビアニメ『天空戦記シュラト』テーマ
作詞：松葉美保、編曲：戸塚修
- 高橋由美子
「Good-bye Tears」
テレビ東京系テレビアニメ『覇王大系リューナイト』オープニングテーマ
作詞：柚木美祐、編曲：岩本正樹
- プリティ・プリティ (三石琴乃・椎名へきる)
「泣き虫のマーメイド」
アニメビデオ『アイドル防衛隊ハミングバード』 '95風の唄・挿入歌
作詞：森由里子、編曲：宮城純子
- 中山千夏
「絶唱!!とっぴんしゃん音頭」
毎日放送系テレビアニメじゃりン子チエ 奮戦記OPテーマ
作詞：紅玉、編曲：多田光裕
- アイドル防衛隊ハミングバード（三石琴乃・玉川紗己子・天野由梨・草地章江・椎名へきる）
「失恋前夜」
アニメビデオ『アイドル防衛隊ハミングバード』'95風の唄・エンディングテーマ
作詞：石川華子、編曲：外山和彦
「恋人たちのクライン・レイン」
アニメビデオ『アイドル防衛隊ハミングバード』'95風の唄・挿入歌
作詞：真名杏樹、編曲：宮城純子
「情熱」（アニメビデオ『アイドル防衛隊ハミングバード』「'95夢の場所へ」挿入歌）
作詞：白峰美津子、編曲：見良津健雄
- 林原めぐみ
「OUR GOOD DAY… 僕らのGOOD DAY」
テレビ東京系テレビアニメ『熱血最強ゴウザウラー』のエンディングテーマ
作詞：島エリナ、English Words by Mamie D. Lee、編曲：大森俊之
「恋・無双華」 - アルバム『天空戦記シュラト 曼陀羅・華』収録曲
テレビ東京系テレビアニメ『天空戦記シュラト』イメージソング
作詞：水谷啓二、編曲：神林早人
- 弘妃由美
「怒りの獣神」
テレビ朝日系テレビアニメ『獣神ライガー』オープニングテーマ
作詞：安藤芳彦、編曲：矢野立美
「奇跡の獣神」
テレビ朝日系テレビアニメ『獣神ライガー』エンディングテーマ
作詞：安藤芳彦、編曲：矢野立美
「THE FIRE」
テレビ朝日系テレビアニメ『獣神ライガー』エンディングテーマ
作詞：安藤芳彦、編曲：矢野立美
「反逆の戦士 〜リュウ・ドルクのテーマ〜」
テレビ朝日系テレビアニメ『獣神ライガー』エンディングテーマ
作詞：安藤芳彦、編曲：矢野立美
- 本多知恵子・川村万梨阿
「涙のSingle Rain」
アニメ『機動戦士SDガンダム』Mk-Ⅴに収録短編アニメ「運び屋リ・ガズィの奇跡」挿入歌
作詞：渡辺なつみ、編曲：戸塚修
- 三重野瞳
「未知への扉」
ラジオドラマ『聖刻覇伝 ラシュオーンの嵐』主題歌
作詞：芹沢類、編曲：根岸貴幸
「終わらない季節」
テレビ東京系テレビアニメ『覇王大系リューナイト』エンディングテーマ
作詞：佐藤ありす、編曲：根岸貴幸
- 三ッ矢雄二・水島裕
「星屑の伝説」
日本テレビ系テレビアニメ『六神合体ゴッドマーズ 十七才の伝説』オープニングテーマ
作詞：安藤芳彦、編曲：矢野立美
- 山寺宏一
「ボーグ・ゲット・オン」
日本テレビ系テレビアニメ『超音戦士ボーグマン』挿入歌
作詞：水谷啓二、編曲：飛澤宏元
- 結城比呂
「明日の勇気」
テレビ東京系テレビアニメ『覇王大系リューナイト』シリーズのテーマ
作詞：安藤芳彦、編曲：神林早人
- 吉野麻衣子
「-誓い- ICZER3 …君と」
アニメビデオ『冒険!イクサー3』オープニングテーマ
作詞：甲斐健児、編曲：工藤崇

## 編曲のみ
- 須藤まゆみ
「LUNAR｣
ゲームアーツのRPG『LUNAR SONGSII〜甦る大地の記憶』より
作詞：溝口功　作曲：岩垂徳行